# Вторгнення в особисте життя
«Вторгнення в особисте життя» (англ. Invasion of Privacy) — американський трилер 1996 року.

## Сюжет
Тереза і Джош були ідеальною парою. Однак, коли дівчина завагітніла, у її коханого стали проявлятися темні сторони його характеру. Своїми побоюваннями Тереза поділилася зі своєю найкращою подругою Сінді. У пошуках порятунку від Джоша, Тереза їде в маленький будинок на березі озера. Але він знаходить її, бере в заручниці і вичікує, коли пройдуть всі терміни вагітності. А тим часом у справу вступає поліція.

## У ролях
- Мілі Авітал — Тереза Барнс
- Джонатон Шек — Джош Тейлор
- Наомі Кемпбелл — Сінді Кармайкл
- Джейсон Маклоні — власник магазину
- Скотт Вілкінсон — доктор Шуман
- Джулі Симпер — офіціантка
- Моніка Моенч — Scarred дівчину
- Ганс Волтер — людина в квітковий магазин
- Р.Г. Армстронг — Сем Логан, комірник
- Кліфф Флемінг — пілот вертольота
- Девід Дженсен — шериф Кудахі
- Кріс Тісдейл — аквалангіст
- Сьюзен Долан — лейтенант Гіббонс
- Девід Кіт — сержант Резерфорд
- Шарлотта Ремплінг — Дейдре Стайлз, адвокат Джоша
- Ліббі Вівер — кореспондент
- Шона Парсонс — кореспондент
- Том Діллон — кореспондент
- Бред Джессі — кореспондент
- Джуда Шиллер — Фотограф
- Том Райт — Деверо, адвокат Терези
- Шона Лейк — жінка
- Бред Гиффен — Денвер репортер
- Пол Х. Марітсас — Ед Барнс
- Ентоні Гікокс — Отець Файгур
- Леонард Поллак — Нун
- Оскар Роуленд — суддя
- Тодд Еверетт — присяжний
- Алісія Моралес — молода медсестра
- Марджорі Хілтон — старша медсестра
- Тімоті С. Шоумейкер — стажер
- Джойс Коен — Анна, няня Терези
- Дженіс Нікрем — господиня
- Девн Калана — член журі